# Kieräsaari (ö i Mellersta Finland, Äänekoski)
Kieräsaari är en ö i Finland. Den ligger i sjön Sumiainen och i kommunen Äänekoski i den ekonomiska regionen  Äänekoski ekonomiska region  och landskapet Mellersta Finland, i den centrala delen av landet, 290 km norr om huvudstaden Helsingfors. Öns area är 1,8 hektar och dess största längd är 210 meter i nord-sydlig riktning.